# Гальвес, Хосе (актёр)
Хосе Мануэль Гальвес Веландия (исп. José Manuel Gálvez Velandia) (19 марта 1931, Букараманга, Колумбия — 9 августа 1978, Мехико, Мексика) — аргентинский, мексиканский и чилийский актёр театра и кино и мастер дубляжа колумбийского происхождения.

## Биография
Родился 19 марта 1931 года в Букараманге. Он учился в средней школе в родной стране, что совмещал с профессией тореадора. В 1947 году он отправился в Аргентину для того, чтобы подписать контракт на работу тореадора и именно в Аргентине дебютировал как театральный актёр в спектакле Дом батальонов. Затем он присоединился к театральной труппе, с которой отправился в Сантьяго, отработав в Чили вплоть до 1953 года. В том же году он поехал в Мексику по приглашению актера Мигеля Мансано, чтобы работать над пьесой «Патруль 21». С этим спектаклем распахнул свои двери новый театр «Песок». Он пытался вновь стать тореадором, но с тех пор сделал плодотворную карьеру театрального актера и основной упор ставил на театральную карьеру. В мексиканском кинематографе дебютировал в 1955 году в фильме «Король Мексики» и с тех пор снялся в 93 работах в кино и телесериалах. Параллельно с актёрской деятельностью, широко занимался дубляжом  и озвучил ряд зарубежных актёров.
В 1971 году он написал сценарий, где снялся сам и снял фильм Синий/Затмение любви. Е Он работал примерно в 300 пьесах и 60 фильмах. Он был основателем Греческого театрального института. В 1974–78 годах он работал над телевизионной комедией «Дом, милый дом» с Лус Марией Агилар, Серхио Короной и Бегоньей Паласиос. Его брат Гильермо Гальвес также был актером.

### Последние годы жизни
В 1978 году во время отпуска в Канкуне у него случился острый приступ диабета и болезни сердца, и по возвращении в Мехико он был госпитализирован в экстренном порядке. 
Скорпостижно скончался  9 августа 1978 года в Мехико в результате респираторного заболевания, который привёл к осложнению на сердце в возрасте всего лишь 47-ми лет.

## Личная жизнь
Хосе Гальвес встречался с актрисой Офелией Гильмаин.
Хосе Гальвес женился всего лишь один раз. Вдова — актриса Чела Нахера (1928-98).